# Jažince
Jažince (makedonska: Јажинце) är en ort i Nordmakedonien. Den ligger i kommunen Jegunovce, i den nordvästra delen av landet, 28 kilometer nordväst om huvudstaden Skopje. Jažince ligger 807 meter över havet och antalet invånare är 162.